# Michel Jonasz Olympia 2000
Michel Jonasz Olympia 2000 est un album double CD. Enregistrement public de Michel Jonasz à l'Olympia de Paris en 2000, incluant 23 chansons qui survolent plus de vingt ans de carrière de l'artiste. Parmi les musiciens on relève la présence du bassiste Étienne M'Bappé, du pianiste Martin Chabloz et du batteur Keith Leblanc.  La direction musicale et les arrangements sont de Claude Lauzzana.

## Titres
| No  | Titre                           | Durée |
| --- | ------------------------------- | ----- |
| 1.  | Inspiration                     | 3:26  |
| 2.  | Les vacances au bord de la mer  | 3:47  |
| 3.  | Le millénaire                   | 4:27  |
| 4.  | L'amour ça devient sérieux      | 5:43  |
| 5.  | Super nana                      | 5:24  |
| 6.  | En v'la du slow du slow en v'la | 2:52  |
| 7.  | Le boléro                       | 3:14  |
| 8.  | Taj Mahal                       | 7:56  |
| 9.  | La bossa                        | 5:34  |
| 10. | Groove baby groove              | 9:27  |
| 11. | Le scat                         | 4:40  |
| 12. | Joueurs de blues                | 9:52  |